# Klamath megye (Oregon)
Klamath megye az Amerikai Egyesült Államokban, azon belül Oregon államban található. Megyeszékhelye és legnagyobb városa Klamath Falls. Lakosainak száma 69 413 fő (2020. április 1.).

## Szomszédos megyék
- Douglas megye (északnyugat)
- Lane megye (északnyugat)
- Deschutes megye (észak)
- Lake megye (kelet)
- Siskiyou megye (dél)
- Modoc megye (dél)
- Jackson megye (nyugat)

## Népesség
A megye népességének változása:
| Lakosok száma | 66 295 | 66 317 | 66 071 | 65 910 | 66 016 | 69 413 |
|               | 2010   | 2011   | 2012   | 2013   | 2015   | 2020   |